# Blasco Ximeno Dávila

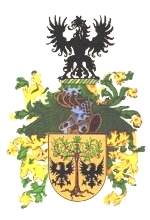
Brasão de um ramo da família Ávila dos Açores.

Blasco Ximeno Dávila ou Blasco Ximeno de Ávila (1210 -?) foi um Rico-homem e Cavaleiro medieval do principado das Astúrias. Foi Senhor de Ávila, município da Espanha na província de Ávila, comunidade autónoma de Castela e Leão e um dos designados do grupo de dirigentes da cidade de Ávila após a conquista desta cidade aos mouros. Foi distinguido pela dedicação ao governo e a administração da cidade, bem como à forma como a defendeu. 

## Relações familiares
Foi filho de Blasco Blázquez de Ávila (1194 -?) e casado com Maria Blázquez (c. 1210 -?) de quem teve:
1. Blasco Fortun de Ávila ou Blasco Fortun Dávila (1230 - 1262) casado com Enderazo Blasco. [2]